# Mussa (nom)
Mussa és un nom masculí àrab (àrab: موسى, Mūsà) que es correspon amb el català Moisès, que l'àrab pren directament de l'hebreu מֹשֶׁה, Moshe. Si bé Mussa és la transcripció normativa en català del nom en àrab clàssic, també se'l pot trobar transcrit Musa, Musà, Moussa... Com a nom del patriarca del judaisme és un nom força usual entre els àrabs jueus, de la mateixa manera que, com a nom d'un dels principals profetes de l'islam, és dut per molts musulmans, arabòfons o no; aquests darrers l'han adaptat a les característiques fòniques i gràfiques de la seva llengua: albanès: Musa; àzeri: Musa; bosnià: Musa; amazic cabilenc: Musa; indonesi: Musa; ioruba: Mósè; kurd: Mûsa; somali: Muuse; sorani: مووسا; suahili: Musa; tàtar: Муса; turc: Musa.